# Vlag van Groesbeek

Vlag van de gemeente Groesbeek
(1964-2015)

Vlag van de gemeente Groesbeek
(1962-1964)

De vlag van Groesbeek is het gemeentelijk dundoek van de voormalige gemeente Groesbeek in de Nederlandse provincie Gelderland. De vlag werd op 21 mei 1964 per raadsbesluit aangenomen.
De beschrijving luidt:
Drie banen in wit en rood, waarvan de middelste zesmaal geënt is, met een hoogteverhouding 2:1:2.
Het vlagbeeld is gelijk aan dat van het gemeentewapen, maar de zes enten in de vlag kunnen ook verwijzen naar de Zevenheuvelenweg waarover het traject van de jaarlijkse Nijmeegse Vierdaagse loopt.
Op 1 januari 2015 is Groesbeek opgegaan in de gemeente Berg en Dal, waarmee de vlag als gemeentevlag kwam te vervallen. Tot 1 januari 2016 droeg de nieuwe gemeente de naam Groesbeek.

## Voorgaande vlag
In 1962 was een eerdere vlag ingesteld, die door Sierksma als volgt beschreven is:
Drie banen in wit en rood, waarvan de middelste geënt is, boven gezoomd van zwart en geel, onder van geel en zwart, zodat de hoogteverhouding van de banen is 1:1:2:4:2:1:1.
De zomen in de kleuren van de Gelderse vlag benadrukten de band van Groesbeek met de provincie Gelderland.
Opmerking: het bestaan van deze vlag wordt slechts door Sierksma in zijn boek uit 1962 bevestigd. Aangezien het zijn eigen ontwerp betreft en er reeds twee jaar later een andere vlag werd aangenomen is het zeer goed mogelijk dat het vlagontwerp voorbarig in het vlaggenboek is geplaatst.

## Verwante afbeeldingen

Wapen van Groesbeek
Vlag van Berg en Dal

Ammerzoden 
· Angerlo 
· Batenburg 
· Beesd 
· Bemmel 
· Bergh 
· Bergharen 
· Beusichem 
· Borculo 
· Brakel 
· Didam 
· Dinxperlo 
· Dodewaard 
· Dreumel 
· Echteld 
· Eibergen 
· Elst 
· Ewijk 
· Geldermalsen 
· Gendringen 
· Gendt 
· Gorssel 
· Groenlo 
· Groesbeek 
· Hedel 
· Heerewaarden 
· Hemmen 
· Hengelo 
· Herwen en Aerdt 
· Heteren 
· Heukelum 
· Hoevelaken 
· Horssen 
· Huissen 
· Hummelo en Keppel 
· Hurwenen 
· Kerkwijk 
· Kesteren 
· Laren 
· Lichtenvoorde 
· Lienden 
· Lingewaal 
· Maurik 
· Millingen aan de Rijn 
· Neede 
· Neerijnen 
· Overasselt 
· Rijnwaarden 
· Rossum 
· Ruurlo 
· Steenderen 
· Ubbergen 
· Valburg 
· Vorden 
· Wadenoijen 
· Wamel 
· Warnsveld 
· Wehl 
· Wisch 
· Zelhem 
· Zoelen